# Tòa nhà Liên bang Alfred P. Murrah
Tòa nhà Liên bang Alfred P. Murrah là một khu phức hợp của chính phủ liên bang Hoa Kỳ tọa lạc tại 200 N.W. Đường số 5 tại Khu thương mại Thành phố Oklahoma, Oklahoma, Hoa Kỳ. Vào ngày 19 tháng 4 năm 1995, lúc 9:02 sáng, tòa nhà là mục tiêu của vụ đánh bom thành phố Oklahoma, khiến 168 người thiệt mạng, 19 người trong số đó là trẻ em dưới sáu tuổi. Một nửa tòa nhà sụp đổ vài giây sau khi quả bom xe tải phát nổ. Hài cốt đã bị nổ tung một tháng sau vụ tấn công và Đài tưởng niệm quốc gia thành phố Oklahoma được xây dựng trên khu vực này.

## Xây dựng và sử dụng
Tòa nhà được thiết kế bởi kiến trúc sư Wendell Locke của Locke, Wright và Associates và được xây dựng bởi J.W. Bateson sử dụng bê tông cốt thép vào năm 1977 với chi phí 14,5 triệu đô la. Tòa nhà, được đặt theo tên của thẩm phán liên bang Alfred P. Murrah, người gốc Oklahoma, khai trương vào ngày 2 tháng 3 năm 1977.
Đến những năm 1990, tòa nhà có các văn phòng khu vực cho Cơ quan An sinh Xã hội, Bộ Phát triển Nhà và Đô thị Hoa Kỳ, Sở Mật vụ Hoa Kỳ, Trung tâm tư vấn phục hồi nghề nghiệp của Bộ Cựu chiến binh, Cục Quản lý Thực thi Ma túy (DEA), và Cục Rượu, Thuốc lá và Súng (ATF). Nó cũng chứa các văn phòng tuyển dụng cho Quân đội Hoa Kỳ. Nó chứa khoảng 550 nhân viên. Nó cũng chứa America's Kids, một trung tâm chăm sóc trẻ em ban ngày.

## Âm mưu đánh bom trước
Vào tháng 10 năm 1983, các thành viên của nhóm siêu quyền lực trắng The Covenant, The Sword, and Arm of the Lord (CSA), bao gồm người sáng lập James Ellison và Richard Snell đã âm mưu đỗ xe "một chiếc xe tải hoặc xe kéo trước Tòa nhà Liên bang và thổi nó với tên lửa được kích nổ bằng đồng hồ bấm giờ. " Trong khi CSA đang chế tạo một bệ phóng tên lửa để tấn công tòa nhà, khẩu súng đã vô tình phát nổ trong một tay của thành viên. CSA coi đây là sự can thiệp của thần thánh và chấm dứt cuộc tấn công theo kế hoạch. Bị kết án giết người trong một vụ án không liên quan, Richard Snell bị xử tử vào ngày 19 tháng 4 năm 1995, cùng ngày vụ đánh bom tòa nhà liên bang được thực hiện, sau khi Phó Thẩm phán Tòa án Tối cao Clarence Thomas từ chối nghe thêm kháng cáo.  Snell báo cáo đã dành ngày cuối cùng của mình để xem tin tức về vụ đánh bom và cười với chính mình.

## Sự phá hủy

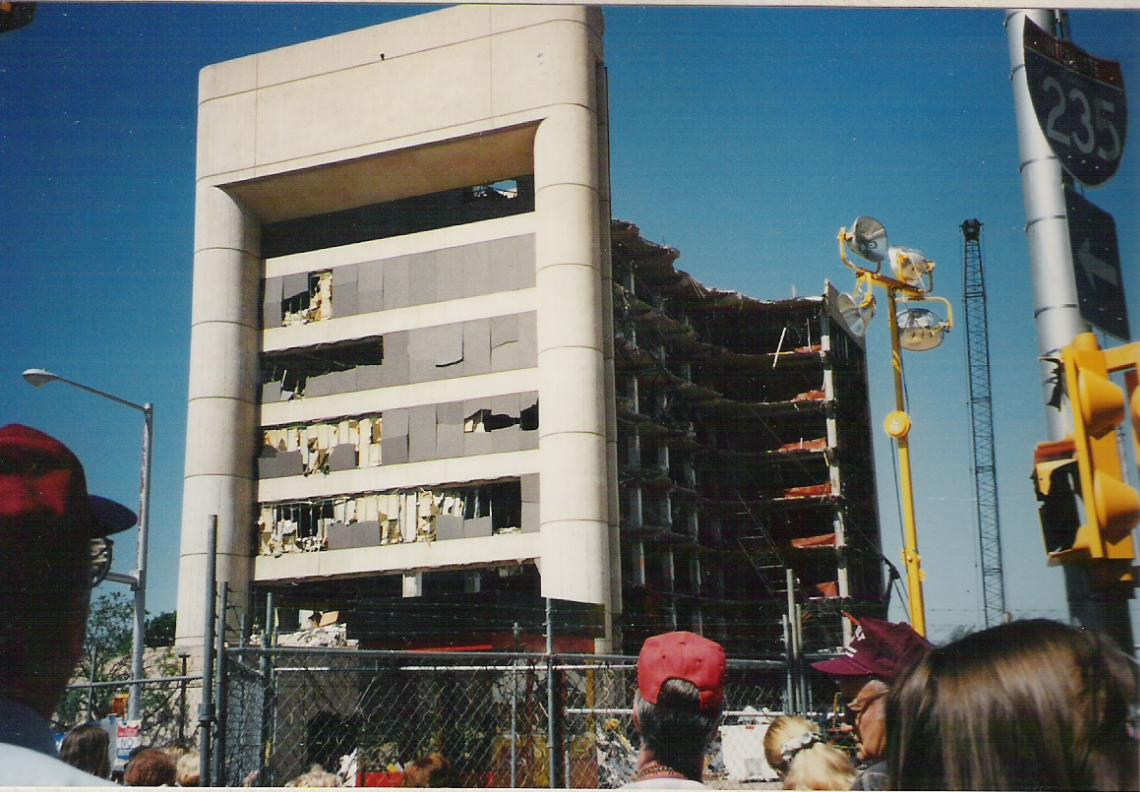
Tòa nhà Murrah trong nỗ lực phục hồi

Vào lúc 9:02 sáng giờ địa phương ngày 19 tháng 4 năm 1995, một chiếc xe tải cho thuê Ryder, chứa khoảng 7.000 pound (3175 kg) phân bón amoni nitrat, nitromethane và nhiên liệu diesel đã phát nổ trước tòa nhà, phá hủy một phần ba và gây thiệt hại nghiêm trọng cho một số tòa nhà khác nằm gần đó. Kết quả là 168 người đã thiệt mạng, trong đó có 19 trẻ em và hơn 800 người khác bị thương. Nó vẫn là cuộc tấn công khủng bố trong nước nguy hiểm nhất, với thiệt hại tài sản nhiều nhất, trên đất Mỹ.
Timothy McVeigh, cựu quân nhân Hoa Kỳ, bị kết tội tấn công trong một phiên tòa xét xử và bị kết án tử hình. Anh ta bị xử tử năm 2001. Một đồng phạm, Terry Nichols, đang thụ án nhiều bản án chung thân trong một nhà tù liên bang. Đối tượng thứ ba và thứ tư, Michael Fortier và vợ, Lori, hỗ trợ trong cốt truyện. Họ làm chứng chống lại cả McVeigh và Nichols để đổi lấy án tù 12 năm cho Michael và miễn trừ cho Lori. Michael được thả vào chương trình bảo vệ nhân chứng vào tháng 1 năm 2006.
McVeigh nói rằng ông đã ném bom tòa nhà vào ngày kỷ niệm lần thứ hai của cuộc bao vây Waco vào năm 1993 để trả đũa các hành động của chính phủ Hoa Kỳ ở đó và tại cuộc bao vây tại Ruby Ridge. Trước khi bị xử tử, anh ta nói rằng anh ta không biết một trung tâm chăm sóc ban ngày đang ở trong tòa nhà và anh ta đã biết, "Nó có thể khiến tôi phải tạm dừng để chuyển mục tiêu." FBI nói rằng anh ta do thám bên trong tòa nhà vào tháng 12 năm 1994 và có khả năng biết về trung tâm chăm sóc ban ngày trước khi đánh bom.